# Крумин, Гаральд Иванович
Гаральд Иванович Крумин (также Харальдс Круминьш (латыш. Haralds Krūmiņš), 21 июля 1894, дер. Сунцельн Рижского уезда Лифляндской губернии — 17 мая 1943, Коми АССР) — латышский, советский партийный деятель, журналист.

## Биография
Родился в семье сельского учителя. В 1905 году окончил приходскую школу и поступил в рижскую гимназию.
Большое воздействие на Крумина оказывали старший брат Альфред и сестра Гермина, которые к тому времени уже были членами Латышской социал-демократической рабочей партии (ЛСДРП). В 1909 годы Гаральд Крумин также вступил в ЛСДРП (ЛСД). В 1910 году при обыске у него была найдена нелегальная марксистская литература, его исключили из гимназии и выслали под надзор местного священника на остров Эзель, где он продолжил учиться в местной гимназии. Однако в 1912 году его исключили и из этой гимназии за «неблагонадежность».
В 1913 году ему удалось окончить гимназию в Пернове. После чего он поступил на историко-филологический факультет Петербургского университета. Там он один из активных членов партийной организации латышского большевистского района «Прометей» в Петербурге. Публикует в «Правде» статьи, заметки, корреспонденции. В 1916 году после окончания историко-филологического факультета Петроградского университета вновь подвергался преследованиям, нелегально проживал в Пскове. В 1916 году в Москве он работал в подпольном латышском районе (Северная группа) Московского комитета и Пресненского комитета РСДРП(б).
После Февральской революции совместно с группой известных латышских революционеров организовал издание органа латышских большевиков газеты «Социал-демократ» и вошёл в состав её редакции. Во время Октябрьской революции работал в ВРК городского района и Латышском революционном центре, возглавлял коллектив редакции «Известий военно-революционного комитета городского района» Москвы, сотрудничал в «Деревенской правде».
С 1918 руководитель редакционно-издательского отдела ВСНХ, редактировал журнал «Народное хозяйство». В 1919—1928 редактор газеты «Экономика и жизнь». В 1929—1930 — руководит работой газеты «Правда» в составе Бюро редакционной коллегии (Крумин, Попов, Ярославский), до 23 апреля 1931 года ответственный редактор газеты «Известия ЦИК Союза ССР и ВЦИК»
Делегат XIV—XVII съездов ВКП(б). В 1930 году на XVI съезде избран членом Центральной ревизионной комиссии ВКП(б), оставался в ней до 1934 года. Автор ряда работ по социалистической экономике.
С мая по декабрь 1931 заместитель председателя областной контрольной комиссии и РКИ в Свердловске. С декабря 1931 заместитель председателя облисполкома Свердловской области. В 1932—1933 годах председатель Уралплана. В начале 1934 года переведён на работу в Челябинск, где был членом пленума Челябинского обкома ВКП(б), с февраля 1934 — заместитель председателя оргкомитета обкома партии, заведующий Челябинским облпланом. Участвовал в разработке документации по экономическому обоснованию строительства ЧГРЭС, базовых показателей развития промышленности, строительства и хозяйства области на 1934, а также в разработке основных плановых направлений развития Урала и Челябинской области на 2-ю пятилетку.
26 января—10 февраля 1934 года делегат XVII съезда ВКП(б) с совещательным голосом.
В 1935—1937 заместитель главного редактора 1-го издания Большой советской энциклопедии и ответственный редактор журнала «Проблемы экономики». Лектор Высшей школы партийных организаторов и института заочного обучения при ЦК ВКП(б).
В январе 1938 арестован. Незадолго до ареста исключен из ВКП(б) за связь с врагами народа Я. Э. Рудзутаком и Р. И. Эйхе, уволен с работы. За отказ признать обвинения был помещен в одиночную камеру в Таганской тюрьме. Приговорён к 10 годам заключения. Отбывал наказание Котласском лагере в Коми АССР, где его навещала сестра. Погиб в лагерях. Посмертно реабилитирован в 1955 году.

## Семья
- Сестра — Гермина Ивановна Крумина, партийный работник, пыталась помочь брату, встречалась с В. М. Молотовым, ездила к нему в лагерь, привезла от него письмо Сталину. Арестована в первые дни войны, психически заболела и умерла в Саратовской тюрьме в 1955 году за несколько месяцев до реабилитации[3].
- Жена — Анна Николаевна Унксова (1887—1956), из дворянской семьи, врач, член ВКП(б) с 1918 года, работала в женотделе ЦК КПСС, в 1938 секретарь Воскресенского райкома. Её первый муж М. М. Паушкин (1881—?), арестован в 1941, реабилитирован посмертно[3]. Второй муж — Крумин, разведена и с ним[3]. Арестована одновременно с Круминым. Похоронена на Новодевичьем кладбище (участок 4, ряд 20, № 8)[4].
  - Падчерица — Марьяна Михайловна, урождённая Паушкина (1908—1994), была женой Д. Т. Шепилова[2], похоронена на Новодевичьем кладбище (участок 4, ряд 20, № 8)[4].
  - Падчерица — Галина Михайловна Паушкина (1910—1997?), работала в Госплане. Её муж — Эммануил Наумович Ратнер, консультант отдела районного планирования Госплана СССР. 10 ноября 1937 года Эммануил Ратнер был арестован, осуждён 8 января 1938 года военной коллегией Верховного суда СССР, расстрелян на Коммунарке. Реабилитирован в апреле 1956 года военной коллегией Верховного суда СССР[5][6]. 20 января 1938 года была арестована Галина Паушкина как член семьи «врага народа», приговорена к пяти годам, срок отбывала в Темниковском лагере, освобождена в 1939 году[2].
  - Дочь — ?[3]
  - Сын — ?[3]

## Сочинения
- Организация и управление производством, [М., 1920];
- Новая экономическая политика в промышленности, М., 1922;
- Пути хозяйственной политики, М., 1924;
- В борьбе за социализм, М., 1926;
- Основные вопросы хозяйства и оппозиция, М., 1927;
- Итоги и проблемы социалистического строительства, М.— Л., 1927;
- О НЭПе, М.— Л., 1929;
- Борьба за индустриализацию и задачи партии, М.— Л., 1929.

### Рекомендуемые источники
- Паушикна Г. М. Трагедия невиновных: Воспоминания. М.: 1965—1988. Машинопись 289 с. Архив Об-ва «Мемориал» Ф. 2, Оп. 1, Дело 92.